# Africada epiglotal sorda
La africada epiglotal sorda ( [ʡ͡ʜ] en IPA ) es una consonante africada rara que se inicia como una oclusiva epiglotal [ʡ] y se libera como una fricativa epiglotal sorda [ʜ] . No se ha informado que ocurra fonémicamente en ningún idioma.

## Características
- Su forma de articulación es africada , lo que significa que se produce primero deteniendo el flujo de aire por completo y luego permitiendo que el aire fluya a través de un canal estrecho en el lugar de la articulación, lo que provoca turbulencia.

- Su lugar de articulación es epiglotal , lo que significa que se articula con los pliegues ariepiglóticos contra la epiglotis .

- Su fonación es sorda, lo que significa que se produce sin vibraciones de las cuerdas vocales.

- Es una consonante oral , lo que significa que el aire solo puede escapar por la boca.

- Es una consonante central , lo que significa que se produce al dirigir la corriente de aire a lo largo del centro de la lengua, en lugar de hacia los lados.

- El mecanismo de la corriente de aire es pulmonar , lo que significa que se articula empujando el aire únicamente con los músculos intercostales y el diafragma , como en la mayoría de los sonidos.

## Aparece en
| idioma | idioma               | palabra | AFI                   | significado           | notas                 | notas                                                                   |
| ------ | -------------------- | ------- | --------------------- | --------------------- | --------------------- | ----------------------------------------------------------------------- |
| Haida  | dialecto de Hydaburg | [ 1 ]   | [ ejemplo requerido ] | [ ejemplo requerido ] | [ ejemplo requerido ] | Puede ser una oclusiva [ʡ] o su contraparte Sonora [ʡ͡ʢ] para cambiarla. |